# カメラータ・コルネッロ
カメラータ・コルネッロ（伊: Camerata Cornello  ( 音声ファイル)）は、イタリア共和国ロンバルディア州ベルガモ県にある、人口約600人の基礎自治体（コムーネ）。
ベルガモの北約20kmに位置する山間の小村である。13世紀、当地出身のオモデオ・タッソは、ベルガモを中心として郵便網を築き、その子孫（トゥルン・ウント・タクシス家）は神聖ローマ帝国の郵便制度（帝国郵便）を開拓・独占した。そのため当地にはMuseo dei Tasso e della storia postaleという美術館および博物館が存在し、国内外の郵趣家に知られる観光名所および聖地になっている。

## 地理

### 位置・広がり
ベルガモ県北西部、ヴァル・ブレンバーナのコムーネ。県都ベルガモから北へ23km、州都ミラノから北東へ61kmにある。

#### 隣接コムーネ
隣接するコムーネは以下の通り。
- カッシーリオ
- レンナ
- ピアッツァ・ブレンバーナ
- サン・ジョヴァンニ・ビアンコ
- タレッジョ

### 地勢・地形
- 河川：ブレンボ川

### 地震分類
イタリアの地震リスク階級 (it) では、3 に分類される
。

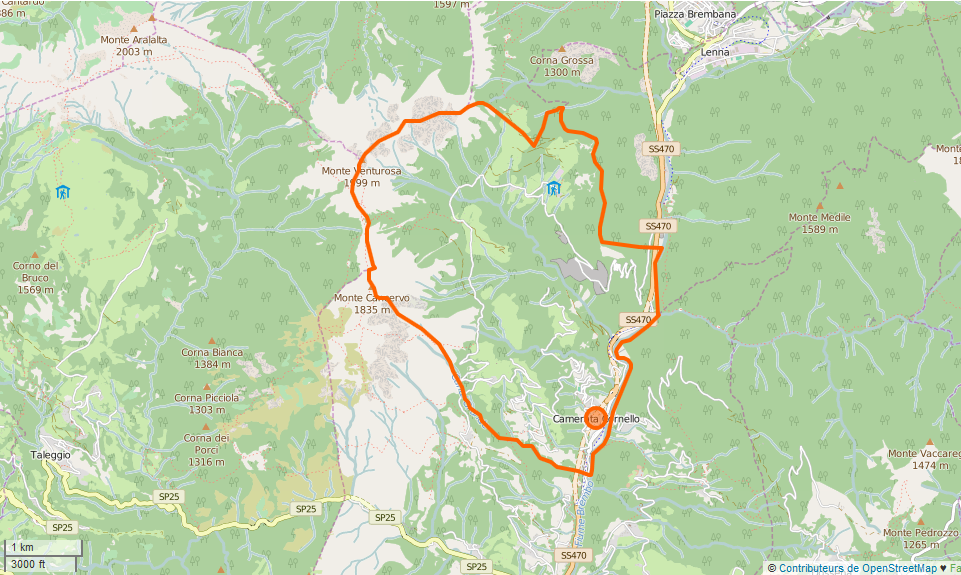
カメラータの村域
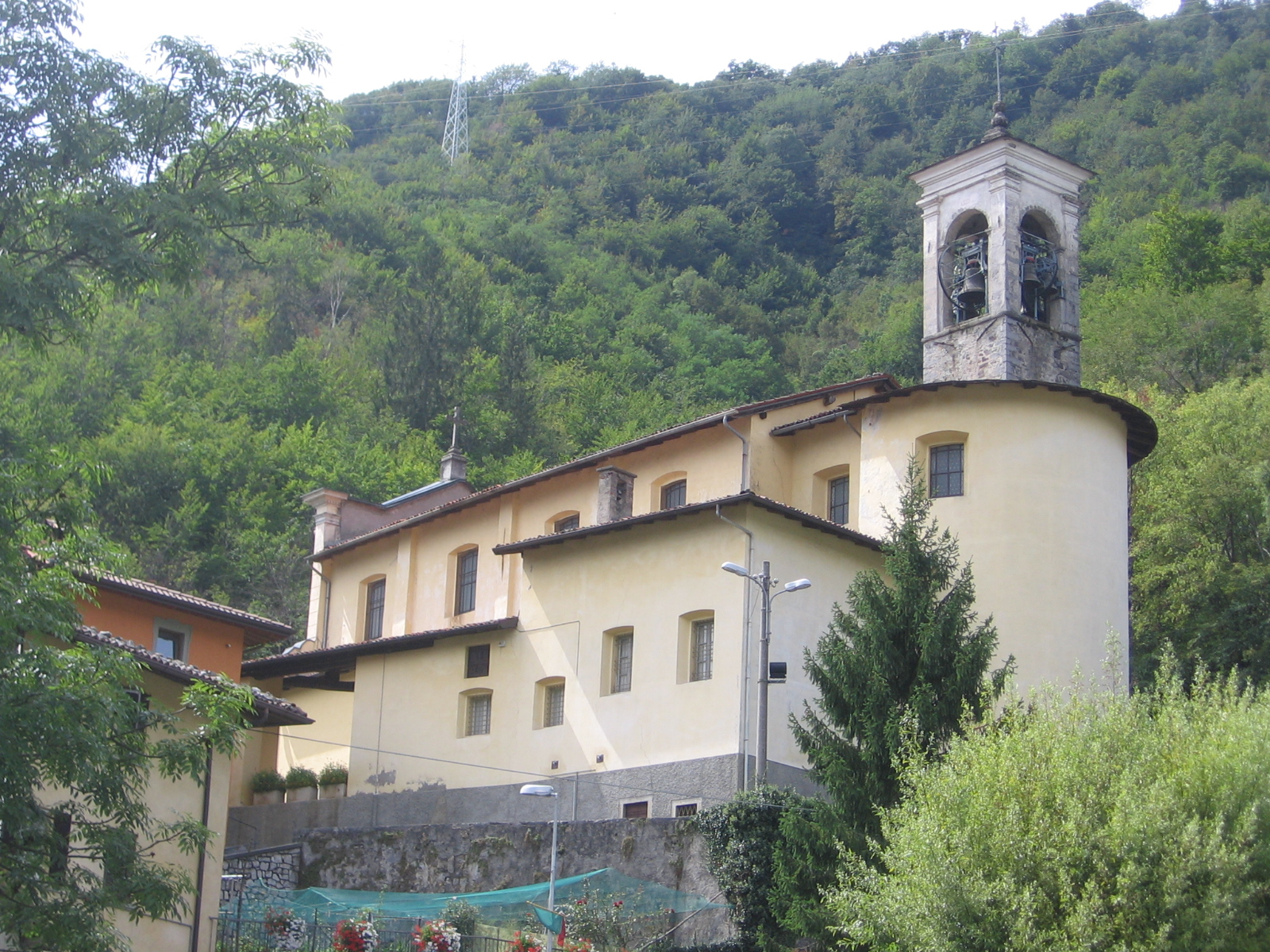
カメラータの教区教会
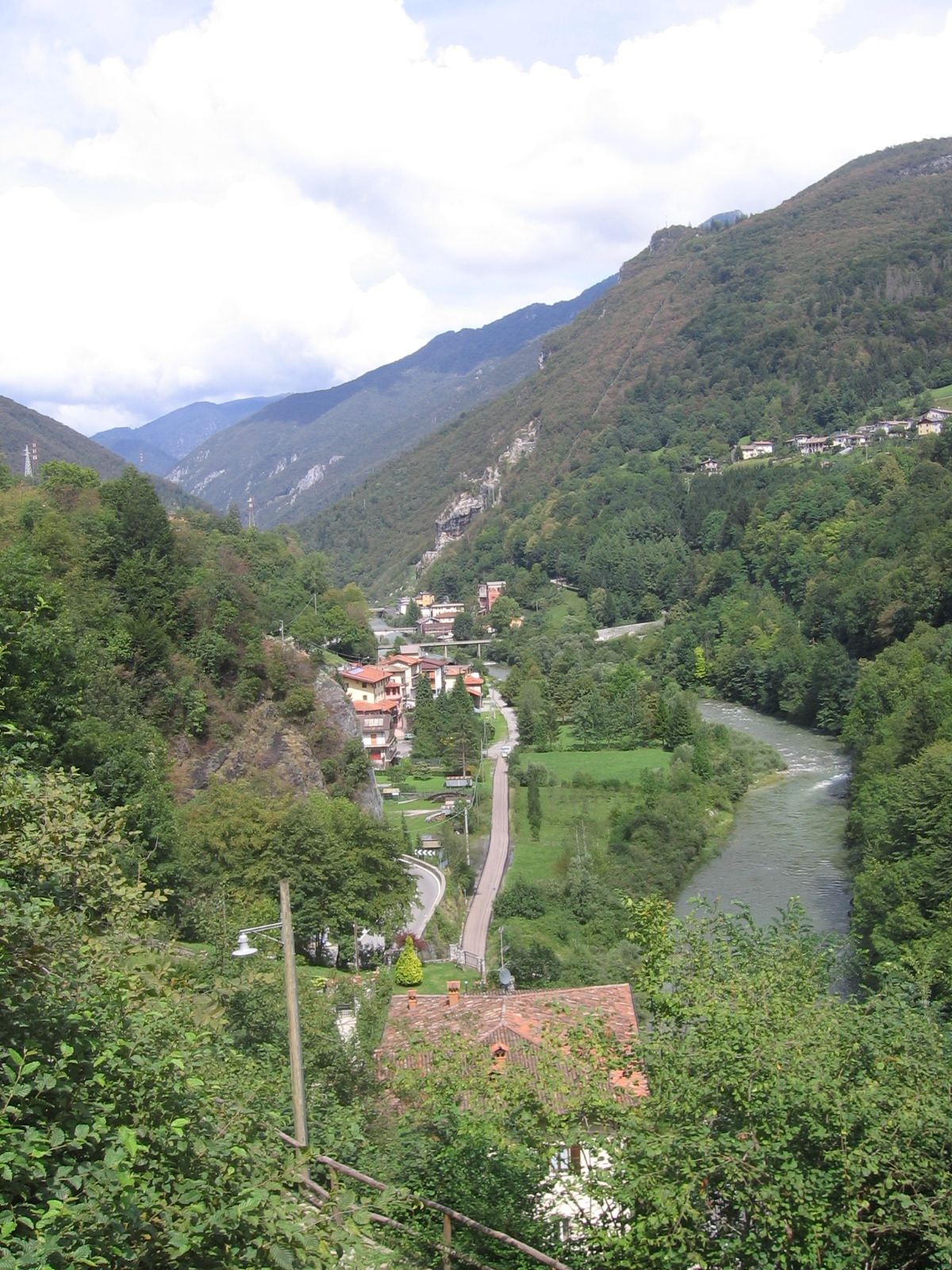
Cornello
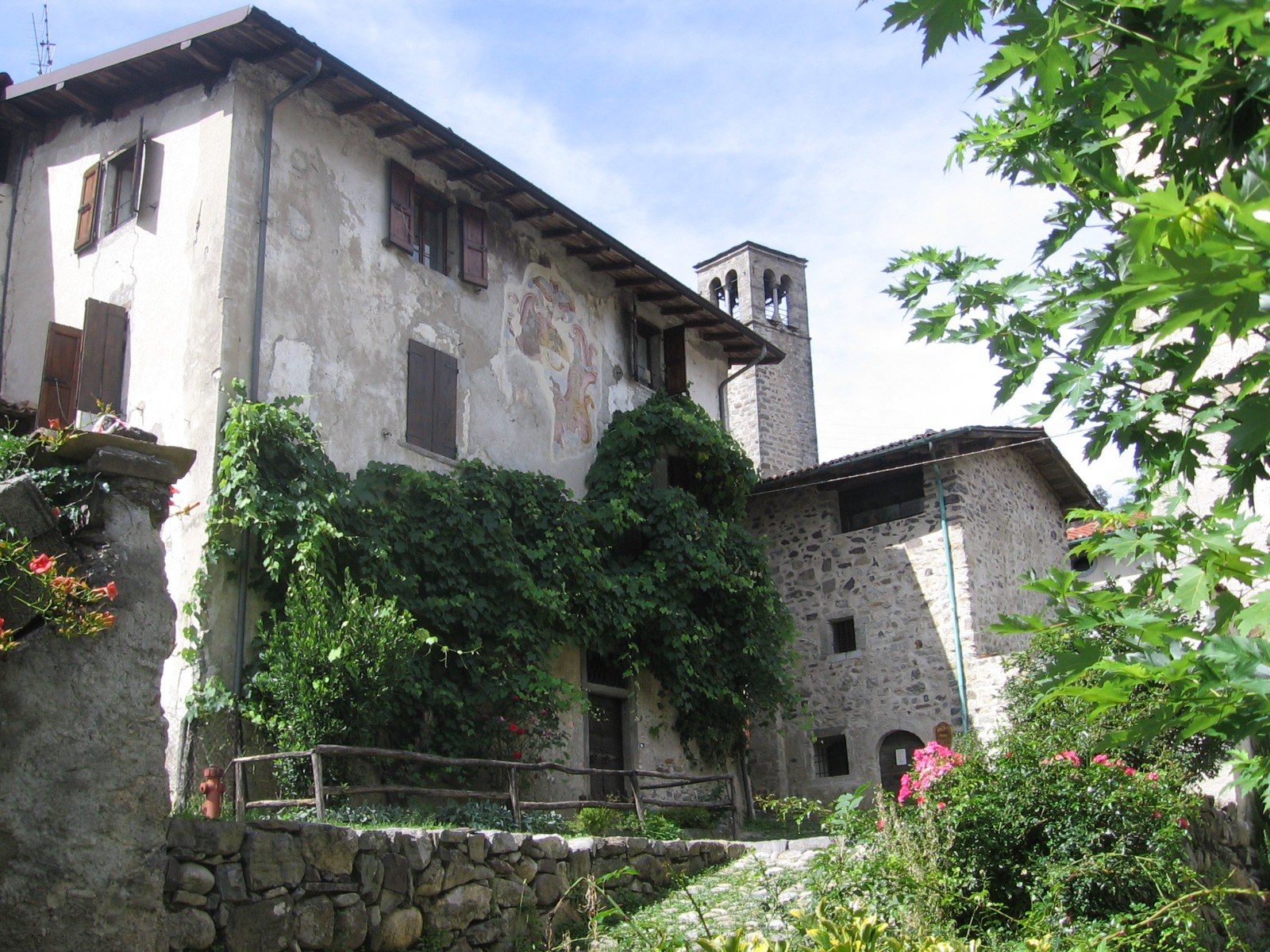
Cornello dei Tasso
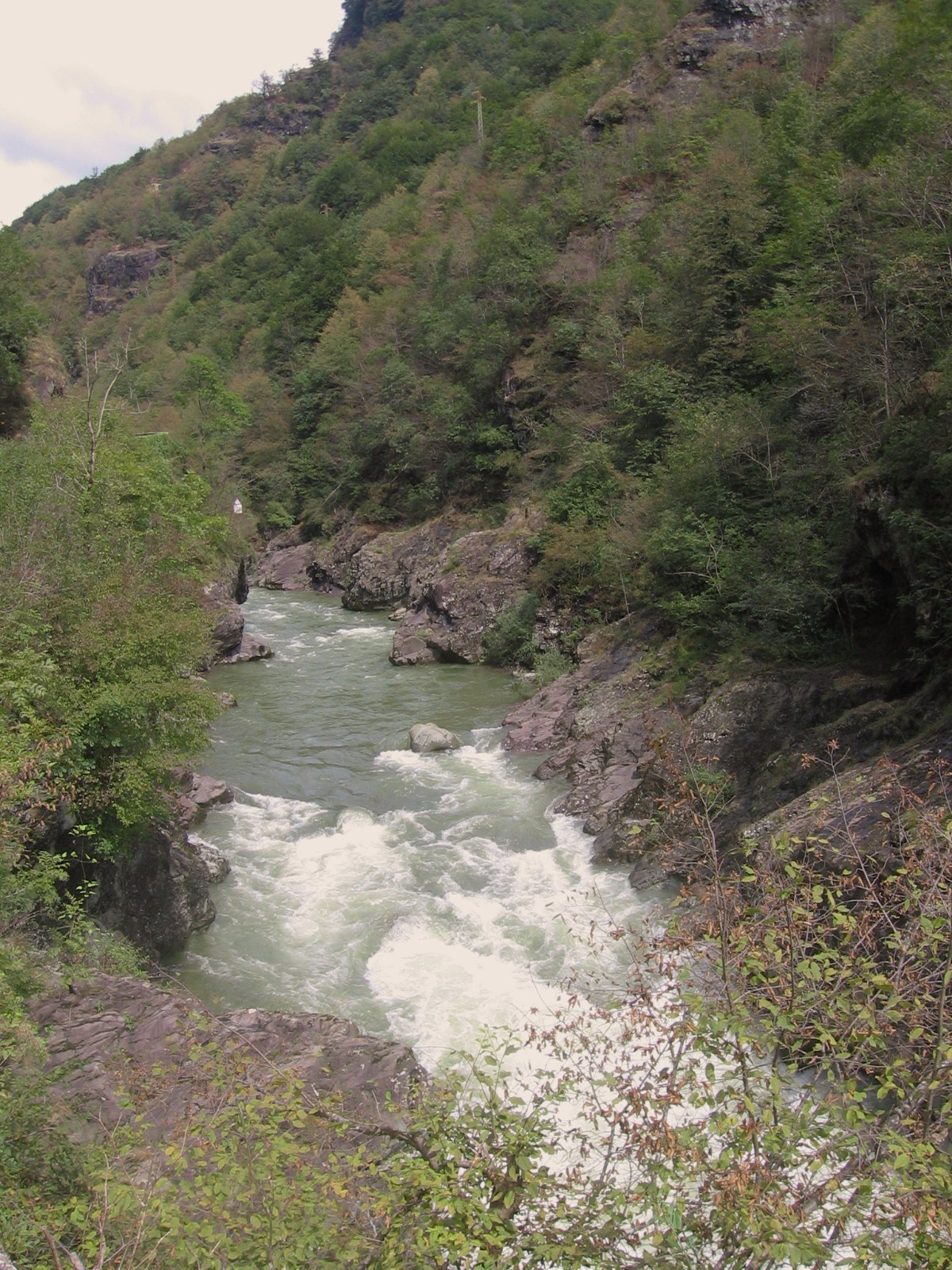
ブレンボ川

## 文化・観光
分離集落Cornello dei Tassoは、「イタリアの最も美しい村」クラブの加盟メンバーである。

## 帝国郵便のルーツ
当地から出たタッソ家 (it:Tasso (famiglia)) （トゥルン・ウント・タクシス家）は、神聖ローマ帝国の帝国郵便（ライヒスポスト）を世襲経営した。この家門の興隆の礎を築いたのは、13世紀のオモデオ・タッソである。
オモデオの一族は、もともとアルメンノに暮らしていたが、ベルガモ周辺における教皇派と皇帝派の争いを避け、ブレンボ川上流のコルネッロ (it:Cornello dei Tasso) に移り住んだ。オモデオはコルネッロで成長した。オモデオの名前は、1251年の記録に見ることができる。彼は1290年、ベルガモ飛脚を起業した。その事業は18世紀まで続くことになる。
1350年頃に生まれたルゲリウス・デ・タッツィス・デル・コルネッロ (Ruggiero de Tassis) は地方豪族であったが、1443年にフリードリヒ3世 (神聖ローマ皇帝) の宮廷に召抱えられた。彼は1450年までにベルガモからウィーンまでの郵便を組織した。さらには1460年までにインスブルックからシュタイアーマルクまで、1480年頃にウィーンからブリュッセルまでも整備した。1489年、ジャネット・デ・タッシス (Jannetto de Tassis) はインスブルックの郵便局長となった。この15世紀にヴェネツィアのタクシス本家はローマに分家をつくった。家族は特に商人や銀行家として活躍した。ローマ家系は、始祖のセル・アレクサンデル・デ・タッシス・デ・コルネッロにちなんでサンドリと呼ばれた。
ジャネットの事業は兄弟のフランチェスコ・デ・タシス1世に継承された。この16世紀初頭にサンドリはベルガモに戻り、豪邸を建て、2009年のラクイラ地震で崩れるサント・スピーリト教会に埋葬された。1534年、ミラノ・ブリュッセル・スペインのタクシス家系の間で、ベルガモを含む遺産争いが起こった。これはタクシス家でアウクスブルクの郵便局長であったヨハン・アントンが調停した。
フュッセン家系はコルネッロから直接ドイツへ移住してきた。この家系のイノツェンツは、帝国郵便とオーストリア郵便を兼務し、ヴェネツィア家系の娘と結婚した。その間に生まれた二人の娘は、それぞれプラハ/ウィーン家系のフィリップス/フェルディナントの伴侶となった。かなり後の帝国代表者会議主要決議による世俗化はドイツのタクシス家に補償をもたらし、フュッセンのあるシュバーベン地方に領邦を獲得させた。しかしほどなく陪臣化によってシュタンデスヘルへ転落した。1976年、シュバーベンの所有地はレーゲンスブルクのザンクト・エメラム財務管理庁の管轄となった。

## 行政

### 山岳部共同体
広域行政組織である山岳部共同体「ヴァッレ・ブレンバーナ山岳部共同体」  (it:Comunità montana della Valle Brembana)  （事務所所在地：ピアッツァ・ブレンバーナ）を構成するコムーネである。

### 分離集落
カメラータ・コルネッロには、以下の分離集落（フラツィオーネ）がある。
- Orbrembo, Cornello dei Tasso, Darco, Costa, Bruga, Voltola, Bretto, Tassi, Garzani, Brembella, Era, Cespedosio